# 家樂福電信
家樂福電信是由亞太電信承辦的虛擬行動網路服務經營者，由台灣家樂福提供申辦月租費和預付卡方案。2020年11月2日，家樂福電信宣布於同年12月31日終止服務。

## 歷史
2008年，家樂福首創量販店結合電信，中華電信承辦家樂福電信2G服務；2017年6月30日終止。2018年，亞太電信接續家樂福電信3G、4G服務業務。

## 方案
目前只提供月租方案。預付卡停止申辦。

## 特色
於家樂福電信繳交電話費、網路費等，可累積家樂福點數。

## 申辦
於家樂福各店填寫申辦書。便利購店型不提供申辦。
1. ↑  .   [2020-11-06]. （原始内容存档于2020-11-05）.